# ناتاختاری
ناتاختاری (گرجی: ნატახტარი) یک روستا در شهرداری متسختا ناحیه متسختا-متیانتی در شرق گرجستان است. ناتاختاری در ساحل راست آراگوی و ارتفاع ۵۱۰ متری از سطح دریا قرار گرفته است. ناتاختاری در ۸ کیلومتری شمال متسختا جای دارد.